# Stambolovo (distrikt i Bulgarien, Oblast Sofija)
Stambolovo (bulgariska: Стамболово) är ett distrikt i Bulgarien.   Det ligger i kommunen Obsjtina Ichtiman och regionen Sofijska oblast, i den västra delen av landet, 50 km sydost om huvudstaden Sofia.
I omgivningarna runt Stambolovo växer i huvudsak blandskog. Runt Stambolovo är det ganska glesbefolkat, med 45 invånare per kvadratkilometer.